# Khlyst
A Khlyst amerikai drone doom zenekar, amely 2006-ban alakult New York City-ben, a Khanate együttes feloszlása után. A "khlyst" szó oroszul "kapcsolót" vagy "ostort" jelent.
Tagjai különböző együttesekben is játszanak vagy játszottak. Egyetlen stúdióalbumuk borítóját Stephen Kasner tervezte.

## Tagok
- Runhild Gammelsæter - ének, szövegek
- James Plotkin - elektromos gitár, laptop
- Tim Wyskida - dob, gong

## Diszkográfia
- Chaos Is My Name (2006)
- Chaos Live (koncertalbum, 2008)

## Külső hivatkozások
- Official site
- Khlyst on Encyclopedia Metallum